# ハインリヒ・ツォリンガー

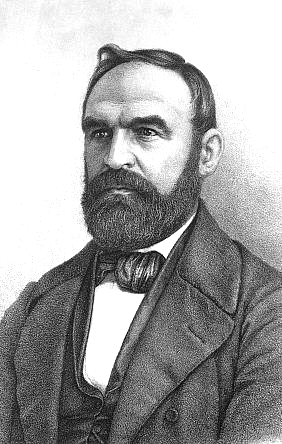
Heinrich Zollinger

ハインリヒ・ツォリンガー（Heinrich Zollinger、1818年3月22日 - 1859年5月19日）は、スイスの植物学者である。オランダ領東インドで働いた。

## 略歴
チューリッヒ州のフォイアーターレンの農民の息子に生まれた。教員養成学校に学び、代用教員として小学校で教えるが、博物学者になる希望を持っていた。1837年にチューリッヒ大学に入学し、オーギュスタン・ピラミュ・ドゥ・カンドールやアルフォンス・ドゥ・カンドールのもとで学ぶが、経済的な理由で、2年で退学した。1842年に教師をやめ、ヨーロッパの博物館や個人に採集した植物を売って、生活することをめざしてオランダ領東インドに渡った。はじめ、スイスの農園主の家に住んだが、農園主が死ぬと、ボイテンゾルグ植物園の監督、ヨハネス・エリアス・テイスマンと出版業者のファン・フーベル（Wolter Robert van Hoëvell）のために働いた。植物園の標本を整理し、フーベルの雑誌、"Tijdschrift voor Neêrlands Indië"に記事を書いた。
1844年には博物学者のフランツ・ヴィルヘルム・ユングフーンと1年近く、同じ島で暮らしていたが、彼を競争相手であると思っていたツォリンガーは協力することはなかった。1845年から1846年に、バリ原住民に対する追討作戦に同行し、バリ島に短時間滞在し、現在のシンガラジャの町の文書や工芸品を集めた。1847年に総督の依頼で、小スンダ列島を探検し、スラウェシ島のマカッサルも訪れた。1815年に大噴火を起こして以来、登る者のいなかったスンバワ島のタンボラ山にも登った。
1848年にオランダ領東インドでは継続的な仕事を得ることができないままスイスに戻り、キュスナハトの学校の校長になるが、1855年に妻子と再び、ジャワに渡り、ココナツ農園を開くが、感染症で41歳で没した。インドネシアの自然史について包括的な著作をすることを希望していたが、その希望もユングフーンの著作が発表されたことによって絶たれていた。
ムクロジ科の植物の属名、Zollingeriaに献名されている。

## 著作
- Heinrich Zollinger: Reise durch Ostjava. In: Frorieps Fortschritte der Geographie und Naturgeschichte, Nr. 47, 1847.
- Systematisches Verzeichnis der im Indischen Archipel in den Jahren 1842 bis 1848 gesammelten, sowie der aus Japan empfangenen Pflanzen (ドイツ語), Zürich, 1854–1855
- Über Pflanzenphysiognomik im Allgemeinen und diejenige der Insel Java insbesondere. Zürich, 1855
- Besteigung des Vulkans Tambora auf der Insel Sumbawa und Schilderung der Erupzion desselben im Jahre 1815, Winterthur 1855.